# Atonement (ER)
Atonement is de dertiende aflevering van het veertiende seizoen van de televisieserie ER, die voor het eerst werd uitgezonden op 17 januari 2008.

## Verhaal
Op de SEH wordt een kind binnengebracht dat bijna verdronken is in een meer, ook wordt een man binnengebracht die hem gered heeft. Later blijkt dat de man een dokter was die in een gevangenis heeft gewerkt en daar verantwoordelijk was voor het uitvoeren van de doodstraf. In zijn tijd in de gevangenis heeft hij de doodstraf voltrokken van de vader van het kind. Hij zoekt nu vergiffenis bij de moeder, echter deze weigert deze te geven. De man is zelf ook stervende aan kanker en wil een biecht afnemen bij pastor Dupree, echter hij gelooft nog in het ouderwetse geloof en Dupree verkondigt het nieuwe geloof en al snel botsen zij met elkaar. Dit maakt een zo’n grote indruk op haar dat zij nu twijfelt over haar werken en besluit te stoppen met het werken als pastor.
Dr. Rasgotra werkt nu op de afdeling orthopedie, en deze afdeling heeft een ijshockeywedstrijd tegen de afdeling chirurgie. Zij wordt uitgenodigd om met hen mee te spelen, en als zij op het ijs staat is haar verrassing groot als zij dr. Morris mee ziet spelen met de afdeling chirurgie. 
Dr. Pratt en dr. DeJesus hebben al een tijdje een relatie, nu wil dr. DeJesus een stap zetten in de relatie, en dat stuit tegen de borst van dr. Pratt die het zo prima vindt.

## Rolverdeling

### Hoofdrollen
- Mekhi Phifer - Dr. Gregory Pratt
- Parminder Nagra - Dr. Neela Rasgrota
- John Stamos - Dr. Tony Gates
- Scott Grimes - Dr. Archie Morris
- Kari Matchett - Dr. Skye Wexler
- Leland Orser - Dr. Lucien Dubenko
- Gina Ravera - Dr. Bettina DeJesus
- Charles Esten - Dr. Barry Grossman
- J.P. Manoux - Dr. Dustin Crenshaw
- Gil McKinney - Dr. Paul Grady
- Anthony Starke - Dr. Craig
- Patrick Cassidy - Dr. Ramsey
- Linda Cardellini - verpleegster Samantha Taggart
- Nasim Pedrad - verpleegster Suri
- Sam Jones III - ambulancemedewerker Chaz Pratt
- Louie Liberti - ambulancemedewerker Bardelli
- Emily Wagner - ambulancemedewerker Doris Pickman
- Reiko Aylesworth - Julia Dupree
- Troy Evans - Frank Martin
- Steven Christopher Parker - Harold Zelinsky
- Deborah Raffin - Nicole

### Gastrollen (selectie)
- Jonathan Banks - Robert Truman
- Brennan Hesser - Celia Robbins
- Jake Johnson - Gabriel Robbins
- Suanne Spoke - Mrs. Robbins
- Bryce Blue - Silas
- Bashir Gavriel - Teddy